# Maudy Stoop
Maudy Stoop (Sint Pancras, 9 januari 2004) is een Nederlands voetbalspeelster. Ze speelt als verdediger voor AZ in de Vrouwen Eredivisie.

## Clubcarrière
Sinds 2021 speelt Stoop voor VV Alkmaar in de Nederlandse Vrouwen Eredivisie. Via het O15 en O17-team van vv Alkmaar kwam ze uit het bij het opleidingsteam van vv Alkmaar, dat in de Talenten-competitie speelt.
In 2023 maakte Stoop, nadat VV Alkmaar haar proflicentie was kwijtgeraakt, met veel ploeggenoten de overstap naar het heropgerichte AZ. Ze tekende op 27 april 2025 een nieuw contract dat haar tot medio 2027 aan AZ verbonden houdt.

## Statistieken
| Seizoen | Club       | Land      | Competitie         | Wedstrijden | Doelpunten |
| ------- | ---------- | --------- | ------------------ | ----------- | ---------- |
| 2020/21 | vv Alkmaar | Nederland | Vrouwen Eredivisie | 11          |            |
| 2021/22 | vv Alkmaar | Nederland | Vrouwen Eredivisie | 22          | 1          |
| 2022/23 | vv Alkmaar | Nederland | Vrouwen Eredivisie | 19          | 0          |
| 2023/24 | AZ         | Nederland | Vrouwen Eredivisie | 22          | 1          |
| 2024/25 | AZ         | Nederland | Vrouwen Eredivisie | 20          | 0          |
| Totaal  | Totaal     | Totaal    | Totaal             | 94          | 2          |

Laatste update: 28 april 2025

## Interlandcarrière
Stoop speelde op 6 februari 2020 haar eerste interland voor Oranje O16. Stoop werd in 2022 geselecteerd voor Nederland -19, maar tot een debuut kwam het niet.

## Privé
Het zusje van Stoop, Daphne Stoop, is eveneens als voetbalspeelster actief in de jeugdopleiding van AZ.
2 Caprino ·
3 De Ridder ·
4 Woons ·
5 Mol ·
6 Colin ·
7 Van der Most ·
8 De Vette ·
9 Spaan ·
10 Van Lunteren ·
11 Kroese ·
12 Blom ·
13 Copier ·
14 Op de Weegh ·
15 Groot ·
16 Booms ·
17 Zijp ·
18 Boukakar ·
20 Van Bentum ·
21 Van Uden ·
22 Thomas ·
23 Stoop ·
Coach: De Vogel
· Keeperstrainer: Keizer